# 类留土黄耆
类留土黄耆（学名：Astragalus pseudohypogaeus）是豆科黄芪属的植物，是中国的特有植物。分布在中国大陆的新疆等地，生长于海拔1,590米的地区，多生长于山坡阳处，目前尚未由人工引种栽培。